# لياندرو إيزكيرا
لياندرو إيزكيرا (بالإسبانية: Leandro Ezquerra)‏ هو لاعب كرة قدم أوروغواياني، ولد في 5 يونيو 1986 في مونتفيدو في الأوروغواي. شارك مع منتخب الأوروغواي تحت 17 سنة لكرة القدم ومنتخب الأوروغواي لكرة القدم. أما مع النوادي، فقد لعب مع التانك سيلي وديفينسور سبورتينغ وريفر بليت ونادي راسينغ مونتيفيديو وهواتشيباتو.

## وصلات خارجية
- لياندرو إيزكيرا على موقع قاعدة بيانات كرة القدم.إي يو (الإنجليزية)
- لياندرو إيزكيرا على موقع Soccerway.com (الإنجليزية)
- لياندرو إيزكيرا على موقع AS.com (الإسبانية)